# Bokermannohyla lucianae
Bokermannohyla lucianae är en groddjursart som först beskrevs av Marcelo Felgueiras Napoli och Bruno Vergueiro Silva Pimenta 2003.  Bokermannohyla lucianae ingår i släktet Bokermannohyla och familjen lövgrodor. IUCN kategoriserar arten globalt som otillräckligt studerad. Inga underarter finns listade.